# Fito Miranda
Adolfo Miranda Araujo (Barcelona, 14 de octubre de 1989), conocido como Fito Miranda, es un futbolista español que juega de centrocampista en el C. D. Atlético Baleares de la Segunda División B de España.

## Biografía
Perteneciente a la categoría base del CE Júpiter donde llegó hasta su primer equipo, después pasó al filial del Sabadell en donde sorprendió su rápida progresión. Pasó de jugar partidos en Segunda Regional a hacerlo en Segunda división B con el CE Sabadell, y fue una de las piezas claves del ascenso cosechado la temporada 2010/2011.
En el Huesca Miranda disputó 24 partidos, todos ellos siendo titular, y marcó 9 goles. Pero en la jornada 31 el futbolista sufrió una grave lesión: la rotura del ligamento cruzado de la rodilla derecha. A final de temporada se desvinculó del equipo oscense y, a la espera de recuperarse de la lesión, pasó a entrenarse con el CD Castellón de Tercera División, donde volvería a coincidir con Ramón Moya. Miranda volvió a disputar un partido oficial el 10 de mayo de 2015 en el campo del Muro CF, en la jornada 41 de un campeonato en el que el equipo albinegro ya era campeón del grupo VI. 
El jugador catalán jugaría en las filas del Burgos Club de Fútbol durante la temporada 2015-16.
Más tarde, durante la campaña 2017-18 militó en la U. E. Cornellà. Allí se le llegó a considerar como uno de los mejores extremos del Grupo III, disputando treinta partidos y anotando seis goles.
En verano de 2018 se convirtió en jugador del F. C. Cartagena del Grupo IV de Segunda División B, en el que disputó 38 encuentros entre Liga, Copa y playoffs, anotando 5 tantos.
El 23 de agosto de 2019 rescindió su contrato con el F. C. Cartagena de Segunda División B y firmó por el Chennai City F. C. de la I-League india.
En abril de 2020 el Chennai City rescindió el contrato del jugador a causa del coronavirus.

## Clubes
| Club                    | País   | Año       | Partidos | Goles |    |   |
| ----------------------- | ------ | --------- | -------- | ----- | -- | - |
| C. E. Sabadell          | España | 2009-2013 | 68       | 6     | 10 | 0 |
| S. D. Huesca            | España | 2013-2014 | 26       | 9     | 2  | 0 |
| C. D. Castellón         | España | 2014-2015 |          |       |    |   |
| Burgos C. F.            | España | 2015-2017 | 57       | 7     | 8  | 0 |
| U. E. Cornellà          | España | 2017-2018 | 38       | 6     | 3  | 0 |
| F. C. Cartagena         | España | 2018-2019 | 38       | 5     | 2  | 0 |
| Chennai City F. C.      | India  | 2019-2020 |          |       |    |   |
| C. D. Atlético Baleares | España | 2020-     |          |       |    |   |